# Campione d'Italia
Campione d’Italia (često kraće Campione) je talijanska eksklava u švicarskom kantonu Ticino, koja je od Italije odijeljena jezerom Lugano i brdima. Zračne linije je općina udaljena od matične pokrajine Como samo 748 metara, ali je put kroz brda dugačak preko 10 kilometara.
Status ove općine je određen kada je Ticino odlučio postati dio Švicarske Konfederacije 1798. godine, ali je stanovništvo Campionea odlučilo ostati u sastavu Lombardije koja je postala dio Italije 1859. godine. Dodatak d'Italia je općina dobila na volju premijera Benita Mussolinija.
Campione je dobrim dijelom gospodarski i upravno vezan za Švicarsku. Prije prebacivanja na euro, u općini se koristio švicarski franak. Registarske tablice na motornim vozilima su švicarske, a telefonskom mrežom gotovo u potpunosti upravlja Swisscom. Kad se iz Italije zove u Campione potrebno je dodati pozivni broj za Švicarsku i za Ticino, dok npr. kad se zove gradsku vijećnicu to nije potrebno. Pošta se može slati koristeći bilo švicarski ili talijanski poštanski broj.
Kao i Livigno, Campione je izuzet iz područja oporezivanja PDV-a u Europskoj uniji. Svoj poseban status Campione iskorištava i kasinom Casinò di Campione jer su zakoni o kockanju manje strogi od onih u Italiji i Švicarskoj. Kasino je najveći poslodavac u općini.

## Slike
- Jezero Lugano iz Campionea
- Trg neovisnosti (Piazza Indipendenza)
- Santa Maria dei Ghirli
- Chiesa Campione
- Galleria Civica iza Crkve sv. Zenona

## Vanjske poveznice
- (tal.)(engl.)Campione d'Italia
- (engl.)Granica Campione d'Italia